# Innemee & Zonen
W.J. Innemee & Zonen was een begrafenisondernemer aan de Hooikade in Den Haag. 
Innemee & Zonen werd in 1887 opgericht door Willem Innemee en groeide uit tot een bedrijf met  drie uitvaartcentra en vier mortuaria (twee in Den Haag en twee in Rijswijk}. Later werd de naam van het bedrijf de 's Gravenhaagsche begrafenisonderneming Simplicitas, hoewel in het dagelijkse spraakgebruik men over Innemee sprak. Er is bijvoorbeeld een gedicht van Gerrit Achterberg, in de bundel "Ode aan Den Haag", onder de titel "Innemee". Sinds 1992 was Innemee ook in Walcheren actief.
Het bedrijf is in 1999 overgenomen door Monuta en heet nu Monuta Innemee. Het kantoor is nu aan de Laan van Eik en Duinen, bij begraafplaats Oud Eik en Duinen.

## Bijzondere uitvaarten
Innemee had van oudsher een band met het koninklijk huis en heeft onder meer de uitvaart verzorgd van Willem III in 1890, koningin Emma en prins Hendrik in 1934,  prinses Wilhelmina in 1962, prins Claus in 2002 en prinses Juliana in 2004. Zij werden allen bijgezet in de grafkelder in de Nieuwe Kerk in Delft.
Innemee heeft bij een koninklijke uitvaart vooral een coördinerende rol, het meeste wordt door het Koninklijk Huis zelf geregeld. Het draaiboek wordt dossier Willem de Zwijger genoemd. Innemee verzorgt ook de balseming van het stoffelijk overschot. 
Uitvaart opperstalmeester baron Bentinck, 1925
Bentinck overleed op eerste kerstdag 1925. De begrafenis van Constant Adolph baron Bentinck (1848-1925), opperstalmeester i.b.d. van koningin Wilhelmina, was enkele dagen later. Hij werd begeleid door lakeien van het hof en door Henk en Joop Innemee. Ook Prins Hendrik ging mee vanuit de Bentincks huis aan de Van Speykstraat 1. 
Uitvaart Willem III, 1890
De koninklijke lijkkoets werd hier voor de eerste keer gebruikt om van Paleis Noordeinde naar Delft te rijden. Het onderstel werd in 1871 gemaakt voor een Coupé d'Orsay maar al in 1886 omgebouwd. Hij was met zwart bekleed.
Uitvaart prinses Wilhelmina, 1962
De prinses overleed op 28 november en de uitvaart was op 4 december 1962. Deze moest in het wit gebeuren, zoals ook bij haar echtgenoot prins Hendrik in 1934 was gebeurd. In dit geval zorgde dat voor een probleem. De lijkwagen was gloednieuw. Er waren zeven Austins in Engeland besteld, een daarvan zou door de firma Koenen op de Binckhorst tot lijkwagen worden omgebouwd. Op het moment van overlijden van de prinses was de ombouw klaar, maar de motor van de lijkwagen nog niet ingereden en de lijkwagen moest nog wit gespoten worden. Twee chauffeurs kregen de lijkwagen mee om hem in te rijden, er moest 500 km gereden worden met een maximale snelheid van 50 km. Na het verversen van de olie mocht de snelheid iets opgevoerd worden. Na drie dagen kreeg Koenen de wagen terug. Koenen had voor het spuiten nog een paar dagen nodig. Daarna reed een chauffeur van Innemee naar paleis Het Loo om de prinses op te halen. Nadien is de lijkwagen weer zwart gespoten.

De vrouwen van het Koninklijk Huis waren allen in het wit gekleed. Op verzoek van de prinses werd de uitvaart op televisie uitgezonden.
Uitvaart prins Claus, 2002

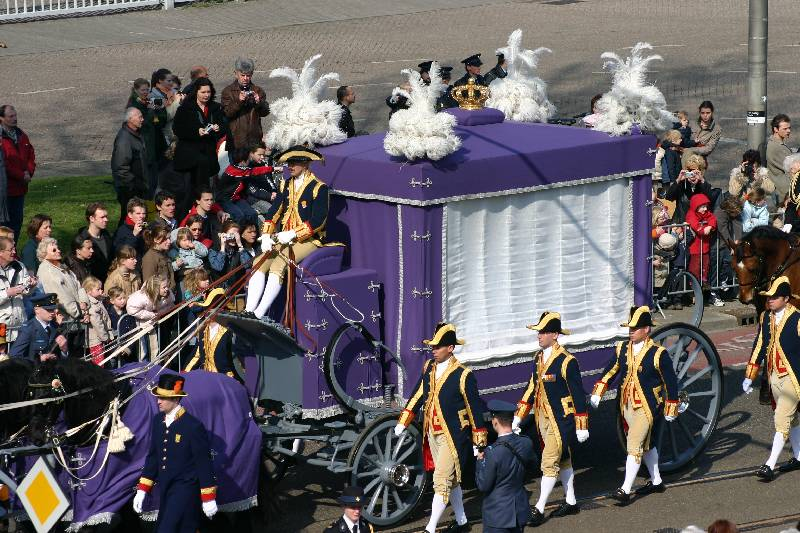
Uitvaart van prinses Juliana in 2004

Op verzoek van koningin Beatrix werd de lijkkoets in 1991 in de Koninklijke Stallen aan de Hogewal in Den Haag gerestaureerd. De wagen zelf werd grijs geschilderd, de laken bekleding werd paars, de kleur van rouw en ingetogenheid, zoals zij bij de begrafenis van koning Olav van Noorwegen had gezien. Op de hoeken van het dak werden de grote witte pluimen teruggeplaatst en op het midden van het dak wordt ter gelegenheid van een begrafenis de kroon gezet die van de gouden koets wordt geleend. De koets werd getrokken  door een zesspan Friese paarden.

Een van de volgkoetsen was de gala glasberline, die ook werd gebruikt bij de uitvaarten van prinses Juliana en prins Bernhard. De kist was gemaakt door de firma P. van Wijk & Zoon uit Capelle aan den IJssel. 

De vrouwen van het Koninklijk Huis waren allen in het zwart gekleed.
Uitvaart prinses Juliana, 2004
Prinses Juliana overleed op paleis Soestdijk. Voor haar uitvaart werd weer de paarse koets gebruikt, ditmaal met een wit gordijn, waardoor de kist niet te zien was.

De vrouwen van het Koninklijk Huis waren allen in het wit gekleed.